# Unpredictable (Mystikal)
Unpredictable è il secondo album di Mystikal, primo disco ad essere pubblicato dalla No Limit Records e prodotto da Master P.
Il disco ha riscontrato un ottimo risultato di vendite ed ha contribuito al successo di Mystikal in maniera indipendente grazie alla No Limit che ha promosso il disco e i brani. Master P lo ha voluto sotto la sua crew di artisti e inoltre quest'ultimo e apparso in brani come 2 born 2 live Soldier, Ain't No Limit, Ghetto Child insieme a Mystikal e Silkk the Shocker e anche in Gangstas insieme a Snoop Dogg, Gli O'dell hanno contribuito molto in questo album ed hanno prodotto alcune canzoni tra cui Sleepin With Me in cui hanno pure cantato, e Shine. Le collaborazioni di quest'album provengono solo da artisti della No Limit, tra cui Mia X, Mac, Fiend, Snoop Dogg, e altri.
Il disco ha riscontrato un grande successo di vendite pertanto, Mystikal si sarebbe aspettato di più dal suo album anche se Master P l'ha prodotto in maniera indipendente. Unpredictable è salito tra le classifiche USA più importanti ed ha debuttato alla posizione n.1 della Billboard 200 e alla posizione n.3 della classifica Top R&B/Hip-Hop Album, il merito va anche al brano Ain't No Limit che riscosse il doppio delle vendite classificandosi alla posizione n.23 della Top Single Hip-Hop. L'album è stato certificato disco d'oro e successivamente disco di platino 2 mesi dopo, nell'aprile 1998 fu promosso e certificato dalla RIAA come album rap migliore del mese.